# 王亢沛
王亢沛（1938年12月10日—2018年11月27日），福建林森（今闽侯縣）人，物理学家。
王亢沛曾先后获东海大学物理学学士、美国天普大学物理系硕士、博士学位。毕业后任天普大学助理教授、加拿大多伦多大学研究员。1970年回台后，历任國立臺灣大学物理系副教授、教授、物理系主任暨物理研究所所长。期间，曾赴美任麻省理工学院访问科学家、
罗威尔大学物理系兼任教授、康乃尔大学物理系客座教授。1995年－2004年，任东海大学校长。現為東海大學榮譽教授。
王亢沛教授曾任中華民國物理學會理事长、中华民国科学教育会理事长。

## 外部連結
- 東海大學物理系王亢沛網頁

| 教育職務             | 教育職務                                        | 教育職務      |
| -------------------- | ----------------------------------------------- | ------------- |
| 國立臺灣大學物理學系 |                                                 |               |
| 前任： 楊信男        | 系主任 1991年8月 ~ 1993年7月                    | 繼任： 蔡尚芳 |
| 東海大學             |                                                 |               |
| 前任： 阮大年        | 東海大學校長 第六任 1995年8月1日－2004年7月31日 | 繼任： 程海東 |